# 27265 Toddgonzales
27265 Toddgonzales è un asteroide della fascia principale. Scoperto nel 1999, presenta un'orbita caratterizzata da un semiasse maggiore pari a 2,4251095 au e da un'eccentricità di 0,1320138, inclinata di 6,29458° rispetto all'eclittica.